# Publiusz Decjusz Mus (konsul 279 p.n.e.)
Publiusz Decjusz Mus – rzymski polityk, członek plebejskiej rodziny Decjuszy. Jego dziadek oraz ojciec mieli zginąć w bitwach, ofiarując się bogom podziemnym w celu przyniesienia zwycięstwa swoim armiom.
W 279 p.n.e. został wybrany konsulem, drugim konsulem na ten rok został Publiusz Sulpicjusz Saverrio. Razem z nim wziął udział w bitwie pod Ausculum. Bitwa zakończyła się klęską Rzymian, lecz armia Pyrrusa poniosła w niej ogromne straty i utraciła zdolność bojową. Źródła historyczne są sprzeczne co do dalszego losu Decjusza. Według Cycerona zginął na polu bitwy w celu poświęcenia swojego życia dla zwycięstwa (podobnie jak jego dziadek i ojciec), natomiast Kasjusz Dion i Zonaras informują o tym, że konsulowie nie mieli zamiaru uciekać się do tego pomysłu. Również Aureliusz Wiktor wspomina o Decjuszu Musu, który miał stłumić rewoltę niewolników w mieście Wulsinii co oznaczałoby, że Decjusz przeżył i w 265 p.n.e. mógł sprawować urząd konsula suffectus.